# Francis Preserved Leavenworth

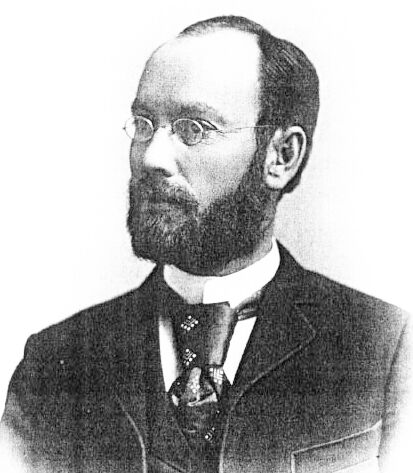
Francis Preserved Leavenworth

Francis Preserved Leavenworth (* 3. September 1858 in Mount Vernon, Indiana, USA; † 12. November 1928 in Saint Paul, Minnesota; auch bekannt als Frank Leavenworth) war ein US-amerikanischer Astronom. Er entdeckte gemeinsam mit Frank Muller und Ormond Stone viele NGC/IC-Objekte. Sie nutzten hierbei ein Fernrohr mit 66 cm Öffnungsweite des Leander McCormick Observatory an der University of Virginia in Charlottesville.
Kurz nach der Gründung der Camden Astronomical Society 1888 wurde er Mitglied.
1909 trat er der Gesellschaft für praktische Astronomie von Frederick C. Leonard bei.